# Obukhiv (huyện)
Huyện Obukhiv (tiếng Ukraina: Обухівський район, chuyển tự: Obukhivs’kyi raion) là một huyện của tỉnh Kiev thuộc Ukraina. Huyện Obukhiv có diện tích 773 km², dân số theo điều tra dân số ngày 5 tháng 12 năm 2001 là 71606 người với mật độ 93 người/km2. Trung tâm huyện nằm ở Obukhiv.